# César/Bester Nebendarsteller

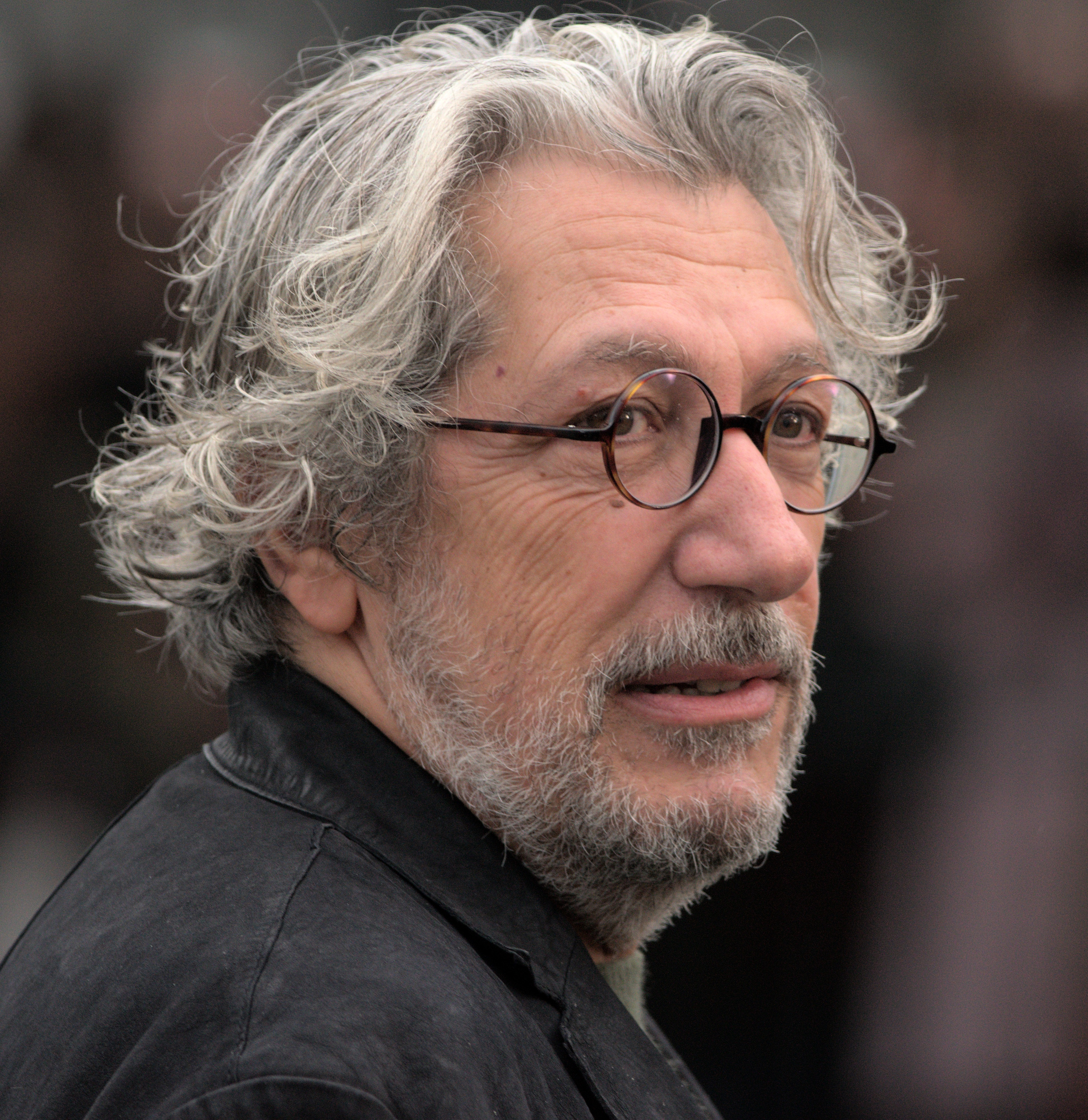
Preisträger 2025: Alain Chabat für L’amour ouf

Der César in der Kategorie Bester Nebendarsteller (Meilleur acteur dans un second rôle) wird seit 1976 verliehen. Die Mitglieder der Académie des Arts et Techniques du Cinéma vergeben ihre Auszeichnungen für die besten Filmproduktionen und Filmschaffenden rückwirkend für das vergangene Kinojahr.
| Statistik                          | Name                 | Anzahl | Jahr                           |
| ---------------------------------- | -------------------- | ------ | ------------------------------ |
| Häufigste Auszeichnungen           | Niels Arestrup       | 3      | 2006, 2010, 2014               |
| Häufigste Nominierungen (* = Sieg) | André Dussollier     | 5      | 1993*, 2000, 2002*, 2005, 2007 |
| Häufigste Nominierungen (* = Sieg) | Fabrice Luchini      | 5      | 1985, 1993, 1994*, 1995, 2008  |
| Häufigste Nominierungen (* = Sieg) | Guy Marchand         | 5      | 1981, 1982*, 1984, 1988, 2007  |
| Häufigste Nominierungen ohne Sieg  | François Cluzet      | 4      | 1984, 1990, 2003, 2007         |
| Häufigste Nominierungen ohne Sieg  | Louis Garrel         | 4      | 2015, 2016, 2020, 2021         |
| Häufigste Nominierungen ohne Sieg  | Jean-Pierre Marielle | 4      | 1982, 1989, 1993, 2004         |
| Häufigste Nominierungen ohne Sieg  | Claude Rich          | 4      | 1995, 2000, 2009, 2013         |
| Häufigste Nominierungen ohne Sieg  | Roschdy Zem          | 4      | 2000, 2006, 2009, 2023         |

Die unten aufgeführten Filme werden mit ihrem deutschen Verleihtitel (sofern ermittelbar) angegeben, danach folgt in Klammern in kursiver Schrift der französische Originaltitel. Die Nennung des französischen Originaltitels entfällt, wenn deutscher und französischer Filmtitel identisch sind. Die Gewinner stehen hervorgehoben an erster Stelle.

## 1970er-Jahre
1976
Jean Rochefort – Wenn das Fest beginnt … (Que la fête commence)
- Jean Bouise – Das alte Gewehr (Le vieux fusil)
- Patrick Dewaere – Adieu, Bulle (Adieu poulet)
- Victor Lanoux – Adieu, Bulle (Adieu poulet)

1977
Claude Brasseur – Ein Elefant irrt sich gewaltig (Un éléphant ça trompe énormément) und Der große Angeber (Le grand escogriffe)
- Jean-Claude Brialy – Der Richter und der Mörder (Le juge et l’assassin)
- Charles Denner – Ein Hauch von Zärtlichkeit (Si c’était à refaire)
- Jacques Dutronc – Mado

1978
Jacques Dufilho – Der Haudegen (Le crabe-tambour)
- Michel Aumont – Verwöhnte Kinder (Des enfants gâtés)
- Jean-François Balmer – Lohn der Giganten (La menace)
- Jean Bouise – Der Richter, den sie Sheriff nannten (Le juge Fayard dit Le Shérif)
- Philippe Léotard – Der Richter, den sie Sheriff nannten (Le juge Fayard dit Le Shérif)

1979
Jacques Villeret – Ein Mann sucht eine Frau (Robert et Robert)
- Claude Brasseur – Eine einfache Geschichte (Une histoire simple)
- Jean Carmet – Zucker, Zucker! (Le sucre)
- Michel Serrault – Das Geld der anderen (L’argent des autres)

## 1980er-Jahre
1980
Jean Bouise – Damit ist die Sache für mich erledigt (Coup de tête)
- Michel Aumont – Jetzt oder nie! (Courage fuyons)
- Bernard Blier – Série noire
- Bernard Giraudeau – Waffe des Teufels (Le toubib)

1981
Jacques Dufilho – Der ungeratene Sohn (Un mauvais fils)
- Heinz Bennent – Die letzte Metro (Le dernier métro)
- Guy Marchand – Der Loulou (Loulou)
- Alain Souchon – Die Männer, die ich liebte (Je vous aime)

1982
Guy Marchand – Das Verhör (Garde à vue)
- Gérard Lanvin – Eine merkwürdige Karriere (Une étrange affaire)
- Jean-Pierre Marielle – Der Saustall (Coup de torchon)
- Eddy Mitchell – Der Saustall (Coup de torchon)

1983
Jean Carmet – Die Legion der Verdammten (Les misérables)
- Michel Jonasz – Qu’est-ce qui fait courir David?
- Gerard Klein – Die Spaziergängerin von Sans-Souci (La passante du Sans-Souci)
- Jean-François Stévenin – Ein Zimmer in der Stadt (Une chambre en ville)

1984
Richard Anconina – Am Rande der Nacht (Tchao pantin)
- François Cluzet – Ein mörderischer Sommer (L’été meurtrier)
- Bernard Fresson – Garçon! Kollege kommt gleich! (Garçon!)
- Guy Marchand – Entre Nous – Träume von Zärtlichkeit (Coup de foudre)
- Jacques Villeret – Garçon! Kollege kommt gleich! (Garçon!)

1985
Richard Bohringer – Die Abrechnung (L’addition)
- Michel Aumont – Ein Sonntag auf dem Lande (Un dimanche à la campagne)
- Bernard-Pierre Donnadieu – Rue Barbare (Rue barbare)
- Fabrice Luchini – Vollmondnächte (Les nuits de la pleine lune)
- Lambert Wilson – Die öffentliche Frau (La femme publique)

1986
Michel Boujenah – Drei Männer und ein Baby (Trois hommes et un couffin)
- Jean-Hugues Anglade – Subway
- Jean-Pierre Bacri – Subway
- Xavier Deluc – Mörderischer Engel (On ne meurt que deux fois)
- Michel Galabru – Subway

1987
Pierre Arditi – Mélo
- Jean Carmet – Die Flüchtigen (Les fugitifs)
- Gérard Darmon – Betty Blue – 37,2 Grad am Morgen (37° 2 le matin)
- Claude Piéplu – Der Tölpel (Le paltoquet)
- Jean-Louis Trintignant – Die Frau meines Lebens (La femme de ma vie)

1988
Jean-Claude Brialy – Die Unschuldigen (Les innocents)
- Jean-Pierre Kalfon – Schrei der Eule (Le cri du hibou)
- Jean-Pierre Léaud – Die Strich-Academy (Les keufs)
- Guy Marchand – Ertrinken verboten (Noyade interdite)
- Tom Novembre – Agent Trouble – Mord aus Versehen (Agent trouble)

1989
Patrick Chesnais – Die Vorleserin (La lectrice)
- Patrick Bouchitey – Das Leben ist ein langer, ruhiger Fluß (La vie est un long fleuve tranquille)
- Alain Cuny – Camille Claudel
- Jean-Pierre Marielle – Einige Tage mit mir (Quelques jours avec moi)
- Jean Reno – Im Rausch der Tiefe (Le grand bleu)

## 1990er-Jahre
1990
Robert Hirsch – Winter 54 (Hiver 54, l’abbé Pierre)
- Roland Blanche – Zu schön für Dich (Trop belle pour toi)
- Jacques Bonnaffé – Champagner der Liebe (Baptême)
- François Cluzet – Der Preis der Freiheit (Force majeure)
- François Perrot – Das Leben und nichts anderes (La vie et rien d’autre)

1991
Jacques Weber – Cyrano von Bergerac (Cyrano de Bergerac)
- Michel Duchaussoy – Eine Komödie im Mai (Milou en mai)
- Michel Galabru – Uranus
- Maurice Garrel – Die Verschwiegene (La discrète)
- Daniel Prévost – Uranus

1992
Jean Carmet – Merci la vie
- Jean-Claude Dreyfus – Delicatessen
- Ticky Holgado – Tolle Zeiten… (Une époque formidable…)
- Bernard Le Coq – Van Gogh
- Gérard Séty – Van Gogh

1993
André Dussollier – Ein Herz im Winter (Un cœur en hiver)
- Fabrice Luchini – Casanovas Rückkehr (Le retour de Casanova)
- Jean-Pierre Marielle – Max & Jeremie (Max et Jérémie)
- Patrick Timsit – Die Krise (La crise)
- Jean Yanne – Indochine

1994
Fabrice Luchini – Alles für die Liebe (Tout ça pour ça)
- Didier Bezace – Doppelte Tarnung (Profil bas)
- Jean-Pierre Darroussin – Cuisine et dépendances
- Thomas Langmann – Le nombril du monde
- Jean-Roger Milo – Germinal

1995
Jean-Hugues Anglade – Die Bartholomäusnacht (La reine Margot)
- Bernard Giraudeau – Der Lieblingssohn (Le fils préféré)
- Fabrice Luchini – Die Auferstehung des Colonel Chabert (Le colonel Chabert)
- Claude Rich – D’Artagnans Tochter (La fille de d’Artagnan)
- Daniel Russo – Neun Monate (Neuf mois)

1996
Eddy Mitchell – Das Glück liegt in der Wiese (Le bonheur est dans le pré)
- Jean-Hugues Anglade – Nelly & Monsieur Arnaud (Nelly et Mr Arnaud)
- Jean-Pierre Cassel – Biester (La cérémonie)
- Ticky Holgado – Eine Frau für Zwei (Gazon maudit)
- Michael Lonsdale – Nelly & Monsieur Arnaud (Nelly et Mr Arnaud)

1997
Jean-Pierre Darroussin – Typisch Familie! (Un air de famille)
- Albert Dupontel – Das Leben: Eine Lüge (Un héros très discret)
- Jacques Gamblin – Auch Männer mögen’s heiß! (Pédale douce)
- Bernard Giraudeau – Ridicule – Von der Lächerlichkeit des Scheins (Ridicule)
- Jean Rochefort – Ridicule – Von der Lächerlichkeit des Scheins (Ridicule)

1998
Jean-Pierre Bacri – Das Leben ist ein Chanson (On connaît la chanson)
- Jean-Pierre Darroussin – Marius und Jeannette – Eine Liebe in Marseille (Marius et Jeannette)
- Gérard Jugnot – Privat-Vorstellung (Marthe)
- Vincent Perez – Duell der Degen (Le bossu)
- Lambert Wilson – Das Leben ist ein Chanson (On connaît la chanson)

1999
Daniel Prévost – Dinner für Spinner (Le dîner de cons)
- Jacques Dutronc – Place Vendôme
- Bernard Fresson – Place Vendôme
- Vincent Perez – Wer mich liebt, nimmt den Zug (Ceux qui m’aiment prendront le train)
- Jean-Louis Trintignant – Wer mich liebt, nimmt den Zug (Ceux qui m’aiment prendront le train)

## 2000er-Jahre
2000
François Berléand – Ma petite entreprise
- Jacques Dufilho – C’est Quoi La Vie? (C’est quoi la vie?)
- André Dussollier – Ein Sommer auf dem Lande (Les enfants du marais)
- Claude Rich – La Bûche (La bûche)
- Roschdy Zem – Ma petite entreprise

2001
Gérard Lanvin – Lust auf Anderes (Le goût des autres)
- Alain Chabat – Lust auf Anderes (Le goût des autres)
- Jean-Pierre Kalfon – Die Schule der verlorenen Mädchen (Saint-Cyr)
- Emir Kusturica – Die Witwe von Saint-Pierre (La veuve de Saint-Pierre)
- Lambert Wilson – Jet Set

2002
André Dussollier – Die Offizierskammer (La chambre des officiers)
- Édouard Baer – Betty Fisher et autres histoires
- Jamel Debbouze – Die fabelhafte Welt der Amélie (Le fabuleux destin d’Amélie Poulain)
- Jean-Paul Roussillon – Eine Schwalbe macht den Sommer (Une hirondelle a fait le printemps)
- Rufus – Die fabelhafte Welt der Amélie (Le fabuleux destin d’Amélie Poulain)

2003
Bernard Le Coq – Claire – Se souvenir des belles choses (Se souvenir des belles choses)
- François Cluzet – Ein perfektes Leben (L’adversaire)
- Gérard Darmon – Asterix & Obelix: Mission Kleopatra (Astérix et Obélix: mission Cléopâtre)
- Jamel Debbouze – Asterix & Obelix: Mission Kleopatra (Astérix et Obélix: mission Cléopâtre)
- Denis Podalydès – Küss mich, wenn du willst (Embrassez qui vous voudrez)

2004
Darry Cowl – Pas sur la bouche
- Yvan Attal – Bon Voyage
- Clovis Cornillac – À la petite semaine
- Marc Lavoine – Die Herzen der Männer (Le cœur des hommes)
- Jean-Pierre Marielle – Die kleine Lili (La petite Lili)

2005
Clovis Cornillac – Lügen & lügen lassen (Mensonges et trahisons et plus si affinités…)
- François Berléand – Die Kinder des Monsieur Mathieu (Les choristes)
- André Dussollier – 36 tödliche Rivalen (36 Quai des Orfèvres)
- Maurice Garrel – Das Leben ist seltsam (Rois et reine)
- Jean-Paul Rouve – Podium

2006
Niels Arestrup – Der wilde Schlag meines Herzens (De battre mon cœur s’est arrêté)
- Maurice Bénichou – Caché
- Dany Boon – Merry Christmas (Joyeux Noël)
- Georges Wilson – Man muss mich nicht lieben (Je ne suis pas là pour être aimé)
- Roschdy Zem – Eine fatale Entscheidung (Le petit lieutenant)

2007
Kad Merad – Keine Sorge, mir geht’s gut (Je vais bien, ne t’en fais pas)
- Dany Boon – In flagranti – Wohin mit der Geliebten? (La doublure)
- François Cluzet – Manche mögen’s reich (Quatre étoiles)
- André Dussollier – Kein Sterbenswort (Ne le dis à personne)
- Guy Marchand – In Paris (Dans Paris)

2008
Sami Bouajila – Wir waren Zeugen (Les témoins)
- Pascal Greggory – La vie en rose (La môme)
- Michael Lonsdale – La question humaine
- Fabrice Luchini – Molière
- Laurent Stocker – Zusammen ist man weniger allein (Ensemble, c’est tout)

2009
Jean-Paul Roussillon – Ein Weihnachtsmärchen (Un conte de Noël)
- Benjamin Biolay – Stella
- Claude Rich – Aide-toi, le ciel t’aidera
- Pierre Vaneck – Tage oder Stunden (Deux jours à tuer)
- Roschdy Zem – Das Mädchen aus Monaco (La fille de Monaco)

## 2010er-Jahre
2010
Niels Arestrup – Ein Prophet (Un prophète)
- Jean-Hugues Anglade – Ruhelos (Persécution)
- Benoît Poelvoorde – Coco Chanel – Der Beginn einer Leidenschaft (Coco avant Chanel)
- Joeystarr – Le bal des actrices
- Michel Vuillermoz – Le dernier pour la route

2011
Michael Lonsdale – Von Menschen und Göttern (Des hommes et des dieux)
- Niels Arestrup – Nachtblende (L’homme qui voulait vivre sa vie)
- François Damiens – Der Auftragslover (L’arnacœur)
- Gilles Lellouche – Kleine wahre Lügen (Les petits mouchoirs)
- Olivier Rabourdin – Von Menschen und Göttern (Des hommes et des dieux)

2012
Michel Blanc – Der Aufsteiger (L’exercice de l’État)
- Nicolas Duvauchelle – Poliezei (Polisse)
- JoeyStarr – Poliezei (Polisse)
- Bernard Le Coq – La conquête
- Frédéric Pierrot – Poliezei (Polisse)

2013
Guillaume de Tonquédec – Der Vorname (Le prénom)
- Samir Guesmi – Camille – Verliebt nochmal! (Camille redouble)
- Benoît Magimel – My Way – Ein Leben für das Chanson (Cloclo)
- Claude Rich – Zwischen allen Stühlen (Cherchez Hortense)
- Michel Vuillermoz – Camille – Verliebt nochmal! (Camille redouble)

2014
Niels Arestrup – Wildes Treiben am Quai d’Orsay (Quai d’Orsay)
- Patrick Chesnais – Die schönen Tage (Les beaux jours)
- Patrick d’Assumçao – Der Fremde am See '(L’inconnu du lac)
- François Damiens – Die unerschütterliche Liebe der Suzanne (Suzanne)
- Olivier Gourmet – Grand Central

2015
Reda Kateb – Hippokrates und ich (Hippocrate)
- Éric Elmosnino – Verstehen Sie die Béliers? (La famille Bélier)
- Jérémie Renier – Saint Laurent
- Guillaume Gallienne – Yves Saint Laurent
- Louis Garrel – Saint Laurent

2016
Benoît Magimel – La tête haute
- Michel Fau – Madame Marguerite oder die Kunst der schiefen Töne (Marguerite)
- Louis Garrel – Mein ein, mein alles (Mon roi)
- André Marcon – Madame Marguerite oder die Kunst der schiefen Töne (Marguerite)
- Vincent Rottiers – Dämonen und Wunder (Dheepan)

2017
James Thiérrée – Monsieur Chocolat (Chocolat)
- Gabriel Arcand – Die kanadische Reise (Le fils de Jean)
- Vincent Cassel – Einfach das Ende der Welt (Juste la fin du monde)
- Vincent Lacoste – Victoria – Männer & andere Missgeschicke (Victoria)
- Laurent Lafitte – Elle
- Melvil Poupaud – Victoria – Männer & andere Missgeschicke (Victoria)

2018
Antoine Reinartz – 120 BPM (120 battements par minute)
- Niels Arestrup – Au revoir là-haut
- Laurent Lafitte – Au revoir là-haut
- Gilles Lellouche – Das Leben ist ein Fest (Le Sens de la fête)
- Vincent Macaigne – Das Leben ist ein Fest (Le Sens de la fête)

2019
Philippe Katerine – Ein Becken voller Männer (Le grand bain)
- Jean-Hugues Anglade – Ein Becken voller Männer (Le grand bain)
- Damien Bonnard – Lieber Antoine als gar keinen Ärger (En liberté!)
- Clovis Cornillac – Les chatouilles
- Denis Podalydès – Sorry Angel (Plaire, aimer et courir vite)

## 2020er-Jahre
2020
Swann Arlaud – Gelobt sei Gott (Grâce à Dieu)
- Grégory Gadebois – Intrige (J’accuse)
- Louis Garrel – Intrige (J’accuse)
- Benjamin Lavernhe – Meine geliebte Unbekannte (Mon inconnue)
- Denis Ménochet – Gelobt sei Gott (Grâce à Dieu)

2021
Nicolas Marié – Was dein Herz dir sagt – Adieu ihr Idioten! (Adieu les cons)
- Édouard Baer – Die perfekte Ehefrau (La bonne épouse)
- Louis Garrel – DNA (ADN)
- Benjamin Lavernhe – Mein Liebhaber, der Esel & Ich (Antoinette dans les Cévennes)
- Vincent Macaigne – Leichter gesagt als getan (Les choses qu’on dit, les choses qu’on fait)

2022
Vincent Lacoste – Verlorene Illusionen (Illusions perdues)
- François Civil – Bac Nord – Bollwerk gegen das Verbrechen (BAC Nord)
- Xavier Dolan – Verlorene Illusionen (Illusions perdues)
- Karim Leklou – Bac Nord – Bollwerk gegen das Verbrechen (BAC Nord)
- Sylvain Marcel – Aline – The Voice of Love (Aline)

2023
Bouli Lanners – In der Nacht des 12. (La nuit du 12)
- François Civil – Das Leben ein Tanz (En corps)
- Micha Lescot – Forever Young (Les Amandiers)
- Pio Marmaï – Das Leben ein Tanz (En corps)
- Roschdy Zem – Verkehrte Welt (L’innocent)

2024
Swann Arlaud – Anatomie eines Falls (Anatomie d’une chute)
- Anthony Bajon – Schrottplatzköter (Chien de la casse)
- Arthur Harari – Der Fall Goldman (Le procès Goldman)
- Pio Marmaï – Yannick
- Antoine Reinartz – Anatomie eines Falls (Anatomie d’une chute)

2025
Alain Chabat – L’amour ouf
- David Ayala – Misericordia (Miséricorde)
- Bastien Bouillon – Der Graf von Monte Christo (Le Comte de Monte-Cristo)
- Jacques Develay – Misericordia (Miséricorde)
- Laurent Lafitte – Der Graf von Monte Christo (Le Comte de Monte-Cristo)